# Papilio nireus
Papilio nireus es una mariposa de la familia Papilionidae. Se encuentra en África subsahariana. 
La envergadura es de 75-90 milímetros (3-3,5 plg) en machos y 85-95 milímetros (3,3-3,7 plg) en hembras. Vuela durante todo el año, con picos de noviembre a febrero.
Las larvas se alimentan de Calodendrum capense, una especie de Teclea, especies de Vepris y cítricos.

## Subespecie
Listado alfabéticamente:
- P. n. lyaeus Doubleday, 1845 - cola de golondrina estrecha verde (Sudán, Uganda, Kenia, Tanzania, Malawi, Zambia, Mozambique, Zimbabue, Botsuana, Namibia, Sudáfrica, Suazilandia)
- P. n. nireus Linnaeus, 1758 - (Senegal, Gambia, Guinea-Bissau, Guinea, Burkina Faso, Sierra Leona, Liberia, Costa de Marfil, Ghana, Togo, Benín, Nigeria meridional, Camerún, Guinea Ecuatorial, Gabón, Congo, Angola, República Centroafricana, República Democrática del Congo, Uganda, oeste de Tanzania, Zambia)
- P. n. pseudonireus C. y R. Felder, 1865 - (norte de Kenia, norte de Uganda, sur de Sudán, Somalia, Etiopía, Eritrea)

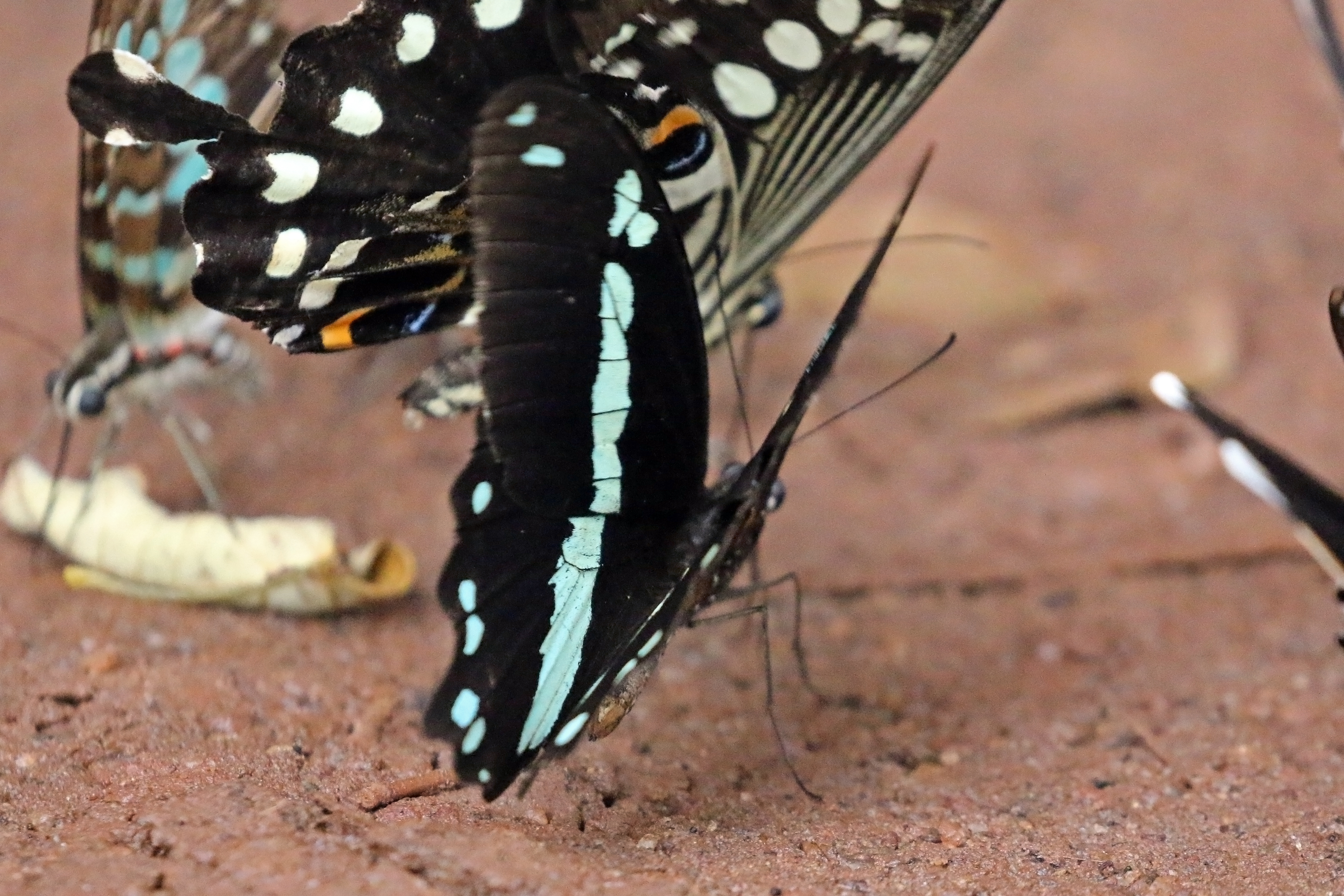
P. n. lado dorsal del nireus  Bosque Bobiri, Ghana
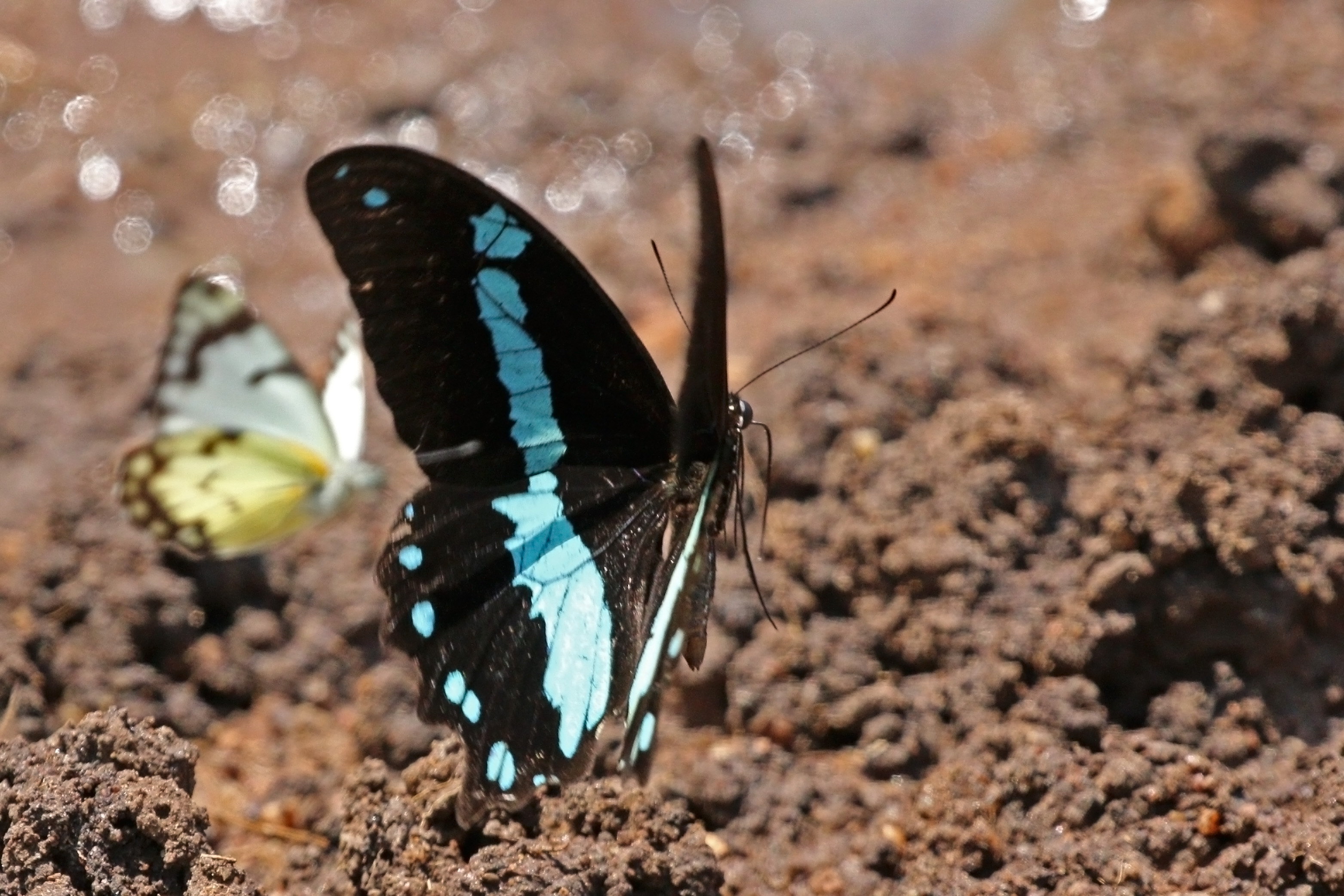
P. n. Lyaeus en vuelo, Reserva de Vida Silvestre Semliki, Uganda
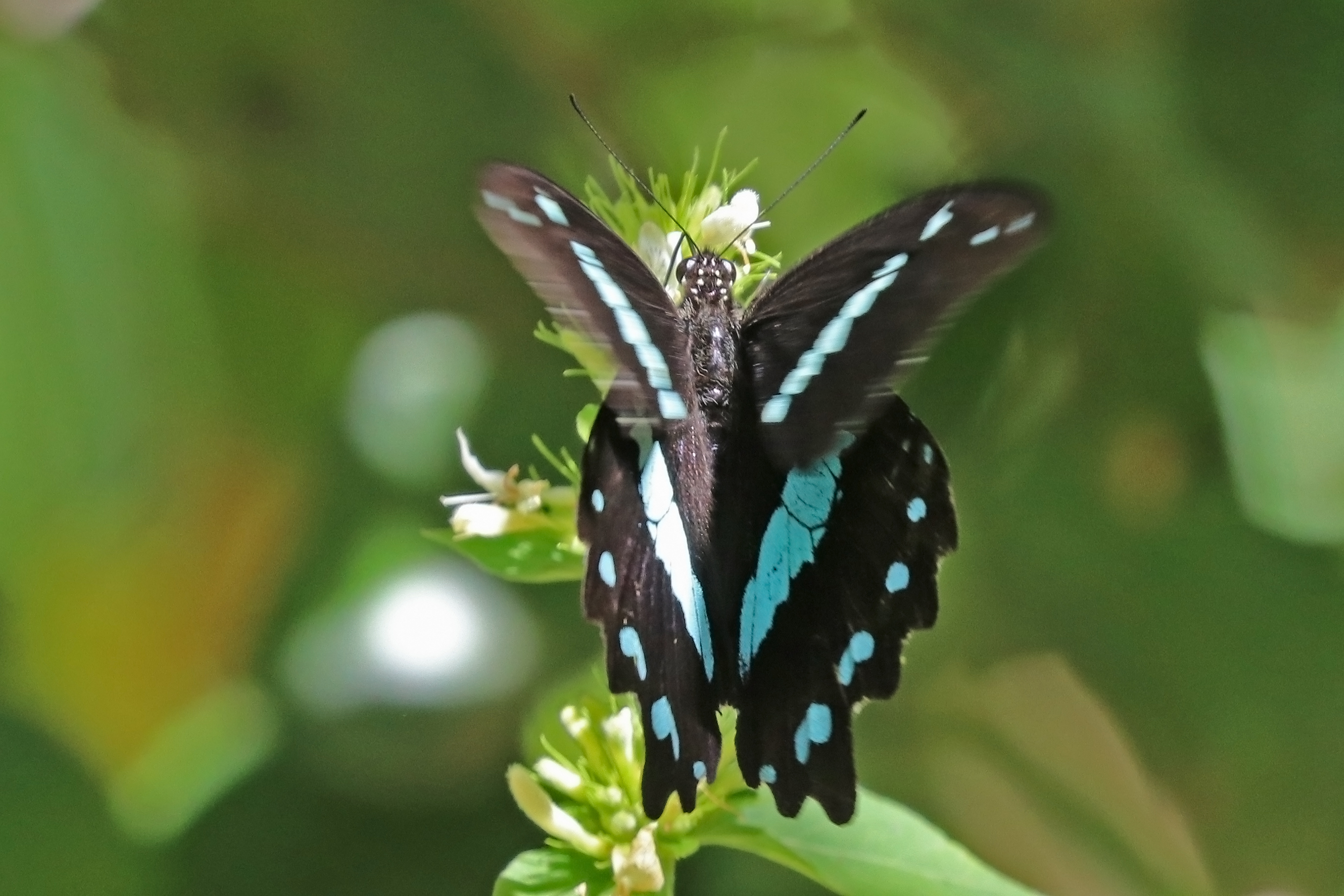
P. n. pseudonireus, bosque de Harenna, Etiopía
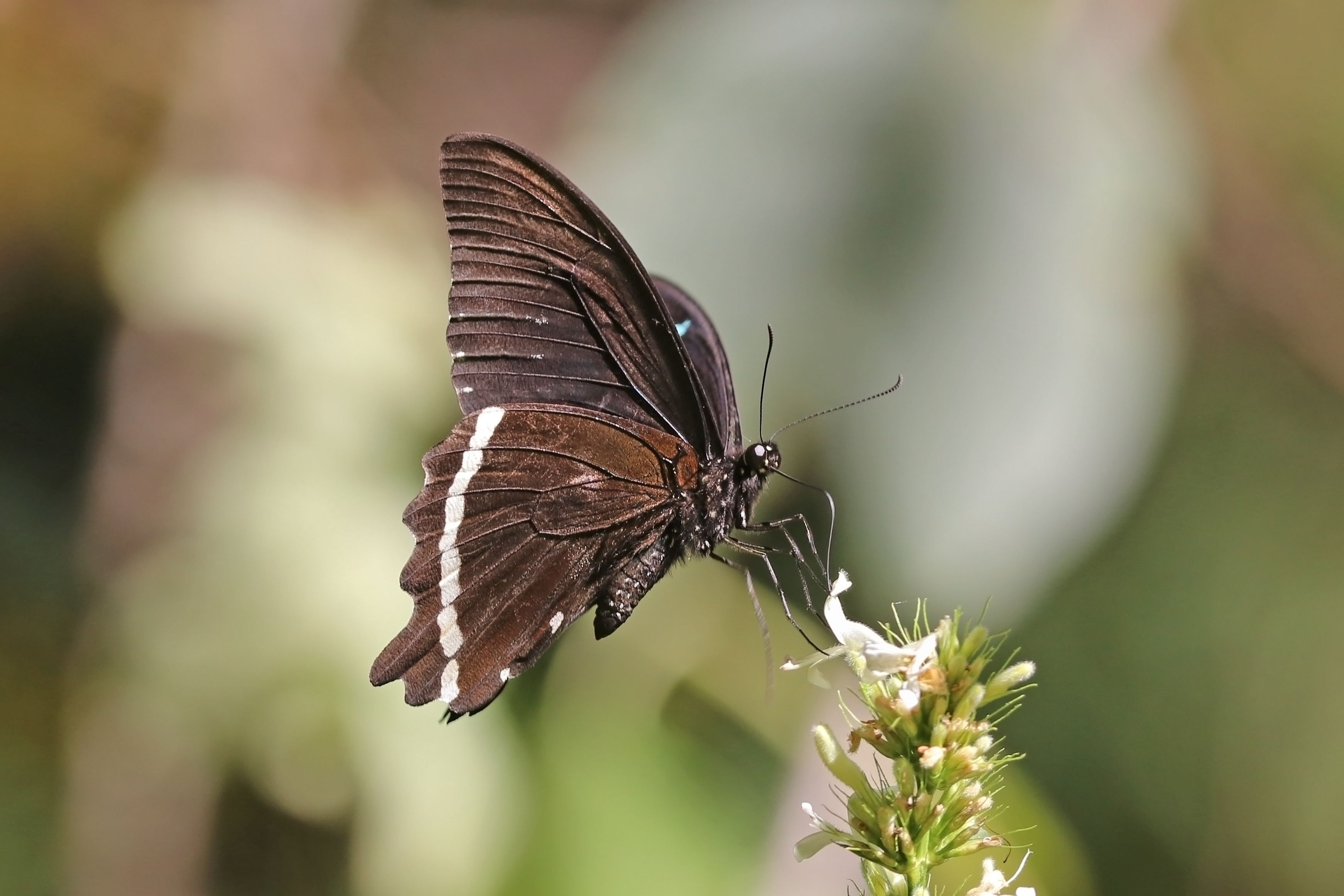
P. n. pseudonireus, bosque de Harenna, Etiopía

## Taxonomía
Papilio nireus pertenece a un clado llamado nireus con 15 especies. Su diseño es negro con bandas y manchas verdes y las mariposas, aunque se llaman cola de golondrina, carecen de colas a excepción de Papilio charopus y Papilio hornimani. Los miembros del clado son: 
- Papilio aristophontes Oberthür, 1897
- Papilio nireus Linnaeus, 1758
- Papilio charopus Westwood, 1843
- Papilio chitondensis de Sousa y Fernandes, 1966
- Papilio chrapkowskii Suffert, 1904
- Papilio chrapkowskoides Storace, 1952
- Papilio desmondi van Someren, 1939
- Papilio hornimani distante, 1879
- Papilio interjectana Vane-Wright, 1995
- Papilio manlius Fabricius, 1798
- Papilio microps Storace, 1951
- Papilio sosia Rothschild y Jordan, 1903
- Papilio thuraui Karsch, 1900
- Papilio ufipa Carcasson, 1961
- Papilio wilsoni Rothschild, 1926